# À l'aube du troisième jour
Pour plus de détails, voir Fiche technique et Distribution.
À l'aube du troisième jour est un film franco-grec réalisé par Claude Bernard-Aubert et sorti en 1963.

## Synopsis
Les habitants de Praxos, village de montagne dans un pays occupé, organisent à leur façon la résistance à l'oppresseur. Face aux représailles, ils décident que toutes les heures un homme traversera le pont qui est la seule voie de ravitaillement de la population. L'action, qui entraîne la mort de tous ceux qui y participent, se prolonge jusqu'à l'aube du troisième jour.

## Fiche technique
- Titre : À l'aube du troisième jour
- Autre titre : Poliorkia ou Les moutons de Praxos
- Réalisation : Claude Bernard-Aubert
- Scénario : Claude Bernard-Aubert et Claude Accursi
- Adaptation : Costas Carayannis
- Dialogues : Claude Accursi
- Photographie : Jean Collomb et Dinos Katsouridis
- Montage : Gabriel Rongier
- Musique : Joseph Kosma et Basile Tsitsannis
- Décors : Tassos Zographos
- Directeur de production : Costas Carayannis
- Production : Lodice Films - Carayannis Films
- Pays de production :  France |  Grèce
- Langue : Grec
- Format : Noir et blanc — 35 mm — 1,37:1 — Son : Mono
- Genre :  Film dramatique - Film de guerre
- Durée : 103 minutes
- Date de sortie :
  - France : 8 mai 1963

## Distribution
- Marianna Kouracou : Myrto
- Titos Vandis : Stelios
- Aleka Paizi : Popi
- Georges Foundas : le résistant
- Thanos Canellis : Costas
- Frixos Nassou : Clopidis
- Koula Agagiotou
- Malaina Anousaki
- Kostas Baladimas
- Yiannis Condoulis
- Vasilis Mesolongitis